# Conjeevaram Natarajan Annadurai
Kanchipuram Conjeevaram Natarajan Annadurai ou C. N. Annadurai (né le 15 septembre 1909 et mort le 3 février 1969) est un homme politique indien. 
Il était désigné affectueusement par le célèbre surnom d'Anna (« l'Aîné ») ou « Arignair Anna » (Anna « l'érudit ») ou encore « Pérerarignair Anna ».
Condjeevaram Nadarâjan Anna Doré était originaire du Tamil Nadu (Pays Tamoul), un des états de l'Inde du Sud.

## Biographie
C. N. Annadurai vit le jour le 15 septembre 1909 à Condjeevaram (ou Kanchipuram (qui signifie la « ville d'or »), ville emblématique, capitale des rois Pallava, réputée pour ses temples âgés de treize siècles).
Issu d'une famille modeste, ses parents s'étaient mariés alors qu'ils n'appartenaient pas aux mêmes castes.
Son père, Nadarâja Moudaliar, tisserand, rompit, en effet, avec les conventions rigides des castes, en épousant Bangarou Ammal, servante dans un temple, avec qui il eut deux enfants.

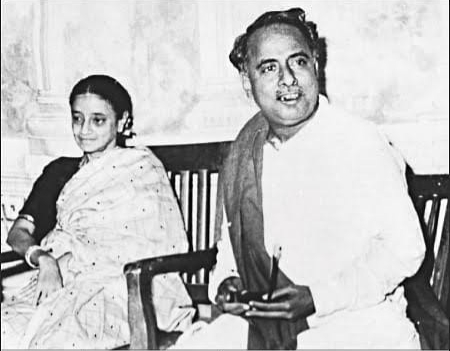
Rani Annadurai et CN Annadurai.

C. N. Annadurai fut élevé par sa sœur aînée, Rajamani Ammal. À sa majorité, c'est-à-dire 21 ans à cette époque, encore étudiant, il se maria avec Rani, en 1930.
Le couple n'eut pas d'enfants. 
Plus tard, ils finiront par élever les petits-enfants de Rajamani Ammal.
Atteint d'un cancer de la gorge, dès le début de sa présidence, en 1967, il décèda durant son mandat, à Madras, le 3 février 1969, à l'âge de 59 ans.

## Formation et vie professionnelle
Il fréquente la Pachaiyappa's High School, puis en la quittant, il entre en tant qu'employé de bureau , au service d'une famille en gérant leurs dépenses financières dans une municipalité des environs.
En 1934, il obtient son diplôme (un baccalauréat) à la Pachaiyappa's College à Chennai, suivi d'une Maîtrise universitaire ès lettres (Master of Arts), spécialisée en économie et politique, dans le même collège.
A la Pachaiyappa's High School, il exerça en tant que professeur d'anglais. Plus tard, il abandonna l'enseignement pour se consacrer entièrement à l'écriture, au journalisme et à la politique.

## Parcours politique
Dès le début des années 30, Anna Doré est très investi politiquement. 
Il possède déjà les contours d'un grand militant au sein de la South Indian Liberal Federation plus connue sous le nom de la Justice Party, (mouvement fondé par des élites, non-brahmanes, en 1917 et qui prend sa source dans le Madras United League) qu'il rejoint en 1935 et dont le meneur est le fascinant Périyar E.V.Ramasamy depuis 1939. 
C'est un orateur-né.
Il participe dès 1938, dans sa ville natale, Kanchipuram, à sa première conférence contre l'imposition de la langue hindi comme unique langue nationale.
La Justice Party est finalement dissoute par le Périyar, le 27 août 1944, pour devenir, dans la foulée, la Dravidar Kazhagam, un mouvement social.
L'idéologie consiste à protéger les droits les castes dites des intouchables (personnes hors-castes considérées comme impures) face aux nantis, (représentés par les brahmanes, en général, la caste « en haut » de la pyramide), à éradiquer les inégalités sociales dans le Pays Tamoul.
Mais de profondes divergences de point de vue au sein même du Dravidar Kazhagam provoque de sérieuses frictions entre le Périyar E.V.Ramasamy et son bras droit. Alors que le Périyar maintient fermement la position d'une indépendance d'un Dravidistan (appelé localement Dravida Nadu par les cadres régionaux du Dravidar Kazhagam), Anna Doré, mis au courant d'une criminalisation prochaine du sécessionnisme et de sa promotion (mesure adoptée en 1963 dans le 16ème amendement de la constitution indienne), abandonne la nation dravidienne au profit d'une intégration du dravidianisme dans l'Union indienne et sa scène politique. L'épisode de Maniammai, c'est-à-dire le mariage de E.V.R, dans son vieil âge, avec sa fille adoptive, fut l'événement de trop. Il quitte le mouvement.
Avec E.V.K.Sampath (neveu de Périyar), il créa par la suite, dans la continuité de leurs valeurs, un mouvement politique régionaliste, le Dravida Mounnetra Kazhagam en 1949. Anna Doré est secondé à cette époque, par de jeunes loups, tel que Mu.Karunanidi, pour ne citer que le plus célèbre d'entre eux. Anna Doré peut être reconnu comme celui qui a popularisé un mouvement jusqu'alors perçu comme extrême par une partie de la société du Tamil Nadu, relativement conservatrice. 
Le pouvoir central incarné par le Pandit Nehru, via le Congrès, basé à Delhi, ne se préoccupait guère des attentes des états du Sud, dits dravidiens.
À partir de là, Anna Doré passe à la vitesse supérieur.
Il organise en 1953, des grands mouvements de protestations qui paralysent le Pays Tamoul, afin d'attirer l'attention de ses habitants sur les maux les qui tenaillent. Il mène sur tous les fronts, une riposte cinglante et jusque dans les salles obscures du cinéma (véritable passion du peuple tamoul), comme amplificateur, comme mégaphone, pour toucher le plus grand nombre.
Anna Doré s'adjoint, pour cela, les services de grandes stars de cinéma de cette période, qui épousent de leur plein gré, les idées avancées par « l'érudit » de Kanchipuram. 
Le plus charismatique reste l'acteur MGR (M.G.Ramachandiran) qui rejoint les rangs du D.M.K. officiellement en 1953, alors que dès 1947 (quelques mois avant l'indépendance de l'Inde),il promouvait déjà la politique d'Annaavec le film de cape et d'épée Rajakumari. L'histoire et les dialogues furent signés par Mu.Karunanidi.
« Arignair » Anna n'est pas en reste. En 1961, il scénarise et écrit les dialogues du thriller Nallavan Vazhvan en y intégrant sa pensée. Ce sera le cinquantième film de MGR. 
Leur collaboration se révèle fructueuse et ils concoctent de nombreux scénarios qui illustrent et défendent la cause tamoule, durant près de vingt ans, soit de 1947 à 1967. 
En 1962, Anna est élu au conseil des états (Rajya Sabha). 
En 1965, une annonce de Nehru (l'utilisation systématique de la langue hindi dans l'ensemble de l'Inde au détriment du tamoul, comme langue officielle) met le feu aux poudres. Le leader du D.M.K. donne à Madras le signal de la révolte. Les chefs de file sont incarcérés. L'émeute (Anti-Hindi imposition agitations of Tamil Nadu, 1965) contraint le gouvernement de Delhi à libérer les responsables du D.M.K.
Deux ans plus tard, Anna Doré est élu à la fin du mois de février 1967 et devint alors le premier ministre en chef du Dravida Mounnetra Kazhagam, brisant ainsi l'hégémonie du Congress (le parti national indien qui mit à genou[pas clair] l'empire britannique en 1947), soit deux décennies de règne sans partage.

## Option théâtre et cinéma
Parallèlement à sa vie politique, Anna Doré fut un dramaturge engagé (Chandrodhayam 1943), un scénariste et dialoguiste du 7e art tamoul (exemple : Nallathambi de 1948, avec le comique N.S.Krishnan, habile adaptation de L'Extravagant Mr. Deeds, 1936, ou encore Velaikkaari, une de ses plus célèbres pièces de théâtre qui devint par la suite, un film en 1949, avec V.N.Janaki, la troisième épouse de MGR, dans la distribution, puis une décennie plus tard, en 1959, pour MGR, Thaai Magalukku Kattiya Thaali) qui véhicula ses idées réformatrices.  
Anna Doré fut aussi comédien dans certaines de ses pièces.  

## Écriture
Au milieu des années 30, dans la presse écrite, Anna Doré devient secrétaire de rédaction au sein de la Justice magazine, puis rédacteur au Viduthalai. 
Par la suite, il est en association pour les journaux Tamil Weekly Paper et Kudi Arasu. 
Anna Doré est également un éditorialiste (Dravida Nadu magazine, son propre organe de presse) et un écrivain prolifique (1939-1970) (exemple : Komalathin Kobam (1939), Kabothipura Kadhal (1939), Kumari Kottam (1946), Appodhae Sonnen (1969), etc.). 

## Décès

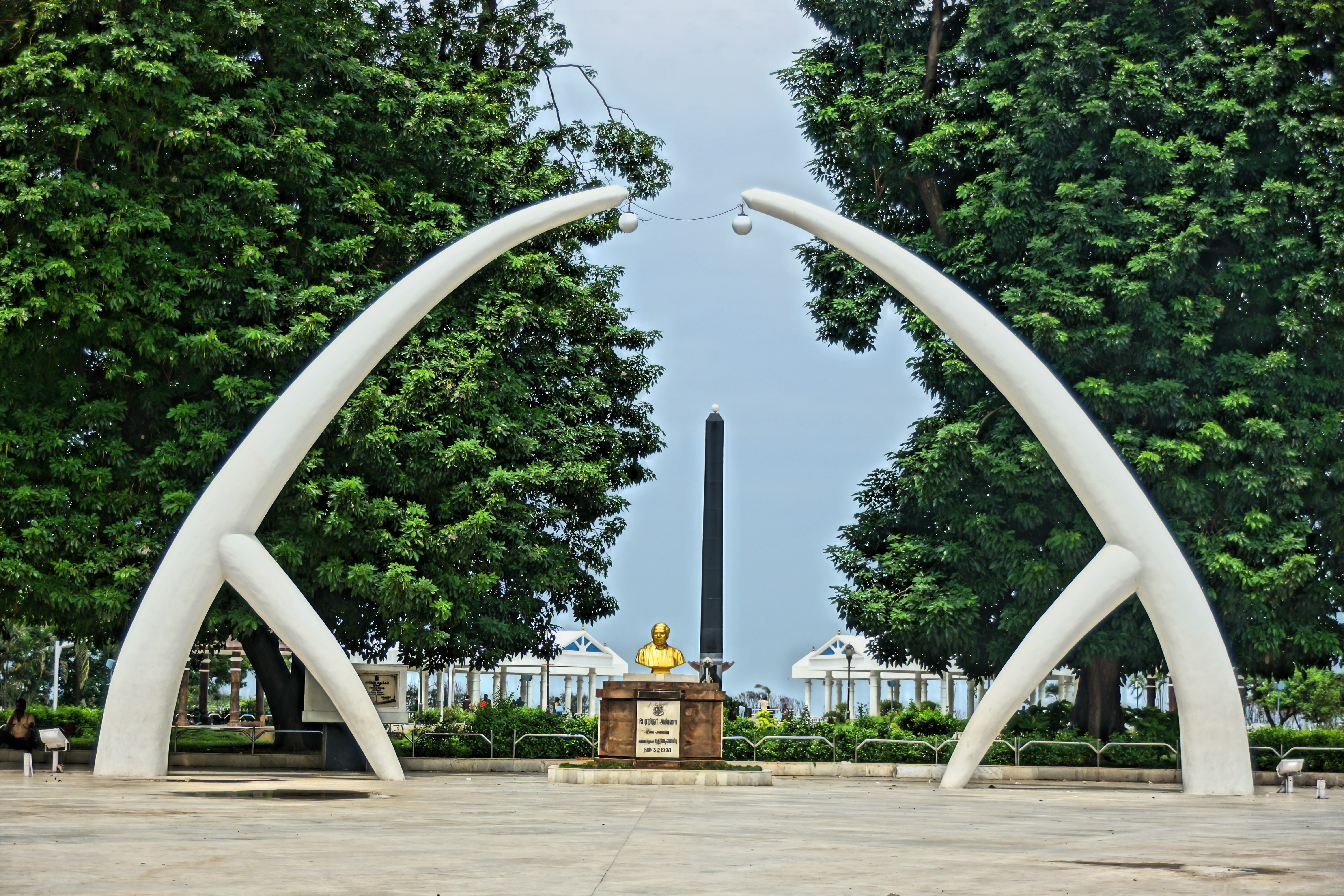
Anna Memorial

Grand amateur de tabac à chiquer, depuis sa jeunesse, il lui est détecté un début de cancer dans l'œsophage, qu'il essaiera de traiter au cours d'un voyage qu'il effectue le 10 septembre 1968 aux États-Unis. Il se fait opérer au Memorial Sloan-Kettering Cancer Center.  
Il revient dans la capitale tamoule en novembre et reprend ses activités contre l'avis des médecins. 
Sa santé se détériore sérieusement dans les mois qui suivent. Il succombe le 3 février 1969 à Chennai, des suites de sa maladie.   
15 millions de personnes environ se réunirent pour suivre ses obsèques. Un record, pour l'époque, qui fut enregistré dans le Livre Guinness des records. 
Il est inhumé à l'extrême nord de Marina Beach, au lieu appelé aujourd'hui, l'Anna Memorial.

## Schisme
Le parti All India Anna Dravida Mounnetra Kazhagam est issu de la scission avec le D.M.K. (sous le mandat de M. Karunanidhi), en septembre 1972.  
Moins d'une semaine après son éviction du D.M.K., la star de cinéma MGR lance son rassemblement, qu'il baptise dans un premier temps, (en hommage à Anna Doré), Anna Dravida Mounnetra Kazhagam, puis prend sa dénomination définitive, quatre ans plus tard, en mai 1976. 

## Faits marquants
Anna Doré aimait à dire « Une seule race, un seul dieu ». 
En 1968, il se voit décerner le titre honorifique de la Chubb Fellowship de l'Université Yale. 
L'homme de Kanchipuram rebaptisa son territoire sous l'appellation, Tamil Nadu (Pays Tamoul), jadis nommé, Madras State (État de Madras), en 1969. 
L'Anna University fut construite en son honneur en 1978. Le siège du D.M.K., l'Anna Arivalayam est bâti en 1987. En 2010, l'Anna Centenary Library est inaugurée à Chennai. 
Certains titres de ses travaux littéraires furent « empruntés » pour nommer des longs-métrages, tels que Panathottam (1963), Chandrodhayam (1966), Valiba Virundhu (1967), Kumarikottam (1971), Rajapart Rangadurai (1973), ou encore Needhi Devan Mayakkam (1982), etc.  
Tout au long de sa vie, Annadurai veilla au rayonnement de la culture tamoule.  